# Fernando Filograna
Fernando Tarcisio Filograna (ur. 29 września 1952 w Lequile) – włoski duchowny katolicki, biskup Nardò-Gallipoli od 2013.

## Życiorys
Święcenia kapłańskie otrzymał 29 czerwca 1977 i został inkardynowany do archidiecezji Lecce. Był m.in. ojcem duchownym niższego seminarium, notariuszem archidiecezjalnym, rektorem wyższego seminarium, wikariuszem biskupim ds. kleru i diakonatu stałego oraz wikariuszem generalnym archidiecezji.
16 lipca 2013 papież Franciszek mianował go ordynariuszem diecezji Nardò-Gallipoli. Sakry biskupiej udzielił mu 14 września 2013 metropolita Lecce – arcybiskup Domenico Umberto D’Ambrosio.